# À;GRUMH...
à;GRUMH... (uttalas [aɡʁym]) var en belgisk musikduo inom Electronic Body Music, bildad 1981 och aktiv till 1991.

## Biografi
à;GRUMH..., bildat i Charleroi, bestod av medlemmarna SΔ3 EVETS (gitarr, programmering), som kallar sig Steve Natrix som artistnamn men egentligen heter Philippe Genion, och JΔ3 SEUQCAJ (sång), som heter Jacques Meurrens. 
à;GRUMH var aktivt från 1981 till 1991 och gjorde då EBM-musik med mycket experimenterande med röster, diverse instrument och ljudklipp. De musikaliska uttrycken var mer lekfulla och texterna mer humoristiska än hos merparten av genren i övrigt. De hade en förkärlek för kryptiska utrop och påhittade ord och interna uttryck som ofta återkom. Musikaliskt sett var det en ganska enkel kombination av trummaskin och programmerad synthbas (speciellt ett visst karaktäristiskt "slap bass"-ljud som de använde på i stort sett varje låt under flera skivor) som dominerade ljudbilden, tillsammans med Jacques mycket uttrycksfulla röst. Han vrålade ofta i ett pressat, närmast desperat tonläge. Ibland utökades ljudbilden med elgitarr och diverse synthpålägg. Sammantaget tycks det som att bandmedlemmarna strävade mer efter känsla än perfektion. Bandet har bland annat gjort en cover på Pink Floyds "Another Brick in the wall Part II".
SΔ3 har alltid varit involverad i många sidoprojekt förutom à;GRUMH... såsom Polar Praxis, Theee Rebearth Corporation m.fl. Ett flertal av dem har givit ut egna skivor. Själva projektet à;GRUMH... hade även det två "sidor" med sinsemellan olika musikaliska och artistiska uttryck: "The Bloody Side" och "The Ganja Side". Enkelt uttryckt stod "The Bloody Side" för den mer lättillgängliga EBM de blev kända för och som kom att hamna på de flesta av skivorna. En av de mini-LP som gavs ut i USA hette "Bloody Side". "The Ganja Side" var mer experimentellt och improviserat, och kommer egentligen bara till uttryck på den tidiga skivan Rebearth. Gruppaliaset nEGAPADRES.3.3 kan sägas vara ett annat namn på "The Ganja Side".
Kring bandet fanns också en sektliknande förening som kallades T-Circle och som symboliserades av en triangel innehållande en cirkel. Medlemmarna fick ett alias som sammansattes av begynnelsebokstaven i förnamnet, T-Circle-symbolen (ersatt med Δ ovan), en siffra beroende på i vilken ordning man antagits som medlem och sedan hela namnet baklänges (se artistnamnen ovan). De tre ursprungliga medlemmarna hade alla siffran 3. T-Circles ideal handlade mycket om att våga vara en individ och stå för den man är oavsett vad folk tycker, något som torde gå direkt tillbaka på bandmedlemmarnas personliga bakgrund.
Namnet à;GRUMH... är en förvrängning av det franska "agrume" som betyder citrusfrukt. Bandet tog tydligt avstånd från rasism och främlingsfientlighet, vilket ansågs viktigt då EBM och synthmusik emellanåt förknippades med rasism och nazism under 1980-talet. Bandet ansågs av många som obskyra och hade på omslagen till sina album bilder på missbildade barn, urinerande vuxna i olika positioner m.m. SΔ3 satte även in kontaktannonser på innerkonvoluten (Big Fat Hairy Men Wanted). 
SΔ3 och JΔ3 gick skilda vägar i början av 90-talet, men återförenades efter ett decennium och spelar numera in material under gruppaliaset nEGAPADRES.3.3, som de säljer via sin officiella webbplats.

## Diskografi

### Studioalbum
- 1986 – Rebearth 
  1. Ganja
  2. Ommado-Weeii
  3. Anion HCO3 0,386 g/l
  4. Negakristus
  5. Zojirushi (Theme For Gen)
  6. Transe Initiatique
  7. Subhumans
  8. Rebirth

- 1986 – No Way Out
  1. Diffamavi Thebarum Potentes Podredumbre
  2. Vociferous Litany
  3. Hitoy (Modern Languages)
  4. Yot EsSatup
  5. Drama In The Subway
  6. Edito
  7. Hapeople
  8. Penser Et Agir (Est-Ce Crime?)

- 1987 – Blàck Vinyl Under Cover
  1. Bach Catalogue
  2. Hammam
  3. Generation
  4. R.L.P.K.
  5. The Bumf (We Know What Life Is)
  6. Countrol
  7. Yesterday
  8. The Drive
  9. M.D.A.
  10. An Island Called...

- 1987 – Silver Circle Under Plastic
  1. Bach Catalogue
  2. Hammam
  3. Generation
  4. R.L.P.K.
  5. The Bumf (We Know What Life Is)
  6. Countrol
  7. Yesterday
  8. The Drive
  9. M.D.A.
  10. An Island Called...

- 1989 – A Hard Day's Knight
  1. Danger Zone
  2. Fly, Nun, Fly
  3. Silence Between Two Tracks
  4. Bucaresse
  5. C.B.B. (14%)
  6. Spectral Cats
  7. Loco Loco (Nouveau Cock Mix)
  8. Play It Loud!
  9. The March
  10. Chilly (Willy And His Aerodynamic Kit) Bag (Thunderstorm Water Of The Hopes)

- 1989 – A Hard Knight's Day
  1. Danger Zone
  2. Fly, Nun, Fly
  3. Bucaresse
  4. C.B.B. (14%)
  5. Spectral Cats
  6. Play It Loud!
  7. The March
  8. Chilly (Willy And His Aerodynamic Kit) Bag (Thunderstorm Water Of The Hopes)
  9. Je, Tu, Il, Nous, Vous...
  10. R2D2 In The Desert
  11. Message From Sweden
  12. Bigoudi Polka (Hello Vince!)
  13. Surprise Track
  14. Dog or God
  15. The Larch
  16. More Credits?
  17. Lambeaux

- 1989 – The Price is Light
  1. Ayatollah Jackson
  2. Loco Loco (..M.)
  3. Ich Und Meine Ananas (v.01.0.61,7 Bis)
  4. Oberheim Matrix / 1000 Patch 875 (Live)

### Samlingsalbum
- 1987 – Mix Yourself + No Way Out
  1. (Jesus Jumps Across The Water This Is A) New Fashion (For N.J. Forces)
  2. Gina Du Plaza (Usine)
  3. Puratos
  4. Sucking Energy (Hardcore Mix)
  5. New Fashion (Not To Enjoy, To Fight!)
  6. Drama In The Subway
  7. Edito
  8. Hapeople
  9. Penser Et Agir (Est-Ce Crime?)
  10. Diffamavi Thebarum Potentes
  11. Podredumbre
  12. Vociferous Litany
  13. Hitoy (Modern Languages)
  14. Yot EsSatup

- 1988 – We are à;GRUMH... and you are not!
  1. In The Garden
  2. Hammam
  3. New Fashion (Edit)
  4. Another Brick In The Wall, Part II
  5. Penser Et Agir (Est-Ce Un Crime?)
  6. Kill
  7. Drama In The Subway
  8. Ha People
  9. Generation
  10. Edito

### Maxisinglar
- 1985 – Mix Yourself!
  1. (Jesus Jumps Across The Water This Is A) New Fashion (For N.J. Forces)
  2. Gina Du Plaza (Usine)
  3. Puratos
  4. Sucking Energy (Hardcore Mix)
  5. New Fashion (Not To Enjoy, To Fight!)

- 1986 – Underground
  1. In The Garden
  2. Caterpillar
  3. Drama In The Subway
  4. Another Brick In The Wall Part II

- 1987 – Too Many Cocks Spoil the Breath
  1. M.D.A.
  2. 2112
  3. The Bumf (We Know What Life Is)

- 1987 – Too Many Cooks Spoil the Broth (= Censored Version)
  1. M.D.A.
  2. 2112
  3. The Bumf (We Know What Life Is)

- 1988 – Bloody Side
  1. Kill
  2. nGUU (Petite Fugue)
  3. Wizard Needs Food
  4. Gruppo Atletico

- 1989 – And Now For Something Completely Different... But Not Too Much!
  1. C.B.B. (Life Song)
  2. Danger Zone (Love Song)
  3. C.B.B. (Freedom Now!)

- 1989 – And Now For Something More Completely Different... But Not Too Much!
  1. C.B.B. (Life Song)
  2. Danger Zone (Love Song)
  3. C.B.B. (Freedom Now!)
  4. Friend's Song
  5. Cadeau Bonux Track
  6. Bigoudi Polka (Assyrian Mix)

- 1989 – The Price is Right
  1. Ayatollah Jackson
  2. Loco Loco (..M.)
  3. Ich Und Meine Ananas (v.01.0.61,7 Bis)
  4. Oberheim Matrix / 1000 Patch 875 (Live)

### Singlar
- 2004 – Unclean
  1. Unclean (Live)
  2. Discipline (Live)
  3. Der Mussolini (Hardcore Live Edit)